# Laline Paull
Laline Paull (* in London) ist eine britische Autorin.

## Leben
Die Eltern von Laline Paull waren Immigranten aus Indien. Sie studierte Literatur an der University of Oxford, Drehbuchschreiben in Los Angeles und Theaterwissenschaften in London.
Ihr erstes Theaterstück Boat Memory, eine Science-Fiction-Geschichte über die Rückreise von Charles Darwins Beagle, wurde 2003 vom Londoner Royal National Theatre beauftragt und 2004 mit der Regisseurin Phyllida Lloyd im Rahmen der National Theater Connections aufgeführt. Ebenfalls im Rahmen der National Theater Connections wurde 2007 mit Regisseur Jeremy Sams ihre Jugend-Farce Show and Tell aufgeführt. Ihr Stück Radiance über die Beziehung zwischen Vera Atkins und der Agentin Noor Inayat Khan war für das Latitude Festival in Southwold geschrieben worden. Ihr Stück Eskimo Sisters wurde 2003 im Southwark Playhouse uraufgeführt, als Regisseurin fungierte Nina Raine. Los Cuentos de Canterbury schrieb sie zusammen mit der kubanischen Autorin Lily Ojeda für das kubanische Teatro Gaja. Dort wurde es 2009 uraufgeführt.
Ihr erster Roman, The Bees, wurde aus der Sicht einer Biene geschrieben und in mehrere Sprachen übersetzt. Der Roman wurde sowohl für den John W. Campbell Memorial Award for Best Science Fiction Novel 2015 nominiert als auch für den Baileys Women’s Prize for Fiction 2015.
Seit 2023 ist sie Open Fellow (FRSL) der Royal Society of Literature.

## Werke

### Theaterstücke
- Boat Memory
- Show and Tell
- Radiance
- Eskimo Sisters
- Los Cuentos de Canterbury
- The Roundhouse

### Romane
- The Bees. Fourth Estate, London 2014, ISBN 978-0-00-755772-1.
Deutschsprachige Ausgabe: Die Bienen. Klett-Cotta, Stuttgart 2014, ISBN 978-3-608-50147-6. Übersetzung von Hannes Riffel.
- The Ice. Fourth Estate, London 2017, ISBN 978-0-00-755775-2.
Deutschsprachige Ausgabe: Das Eis. Tropen, Berlin 2018, ISBN 978-3-608-50352-4. Übersetzung von Dorothee Merkel.
- Pod. Corsair, London 2022, ISBN 978-1-4721-5660-0.